# Paphiopedilum stonei
Paphiopedilum stonei är en orkidéart som först beskrevs av William Jackson Hooker, och fick sitt nu gällande namn av Stein. Paphiopedilum stonei ingår i släktet Paphiopedilum och familjen orkidéer. Inga underarter finns listade i Catalogue of Life.

## Bildgalleri

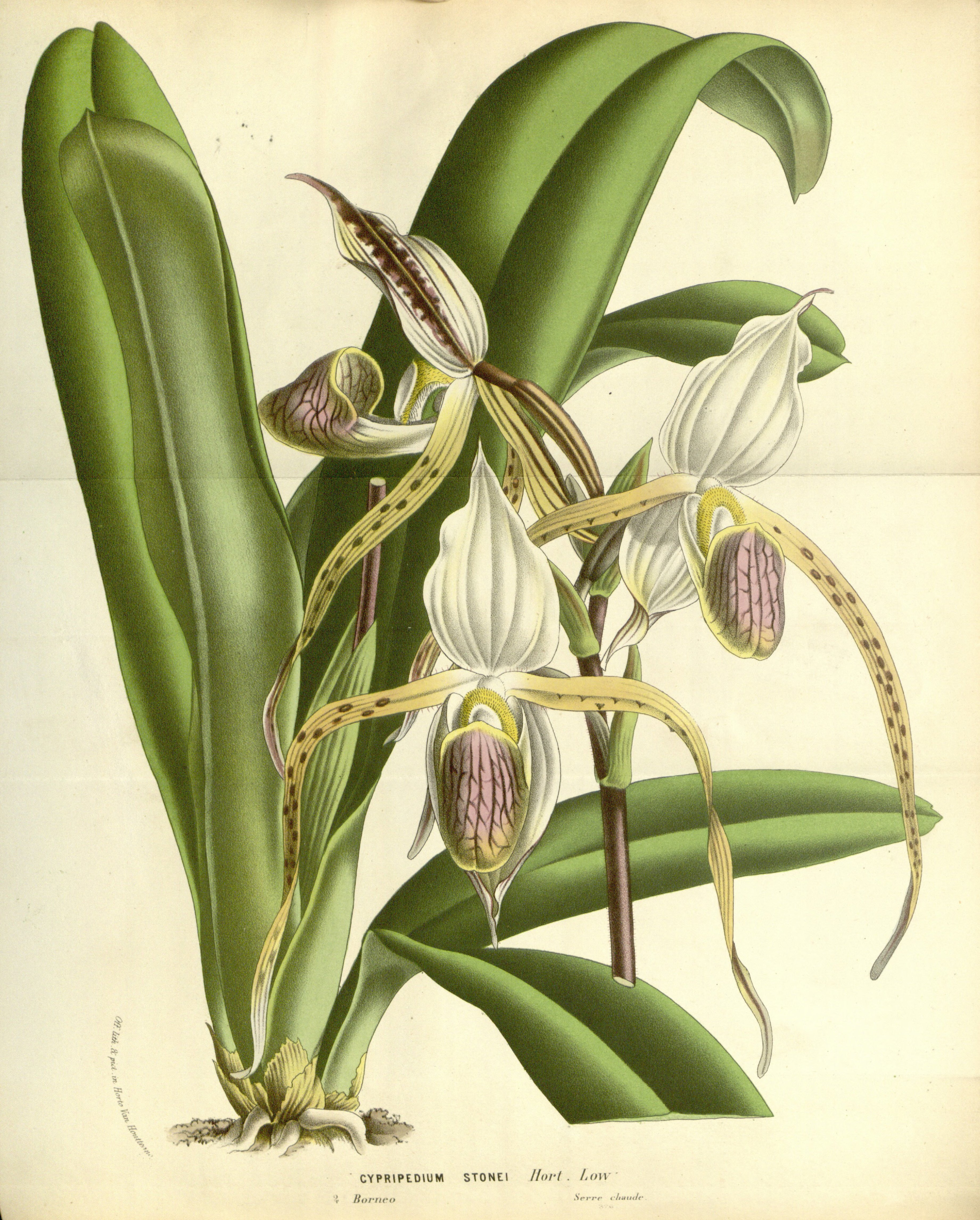
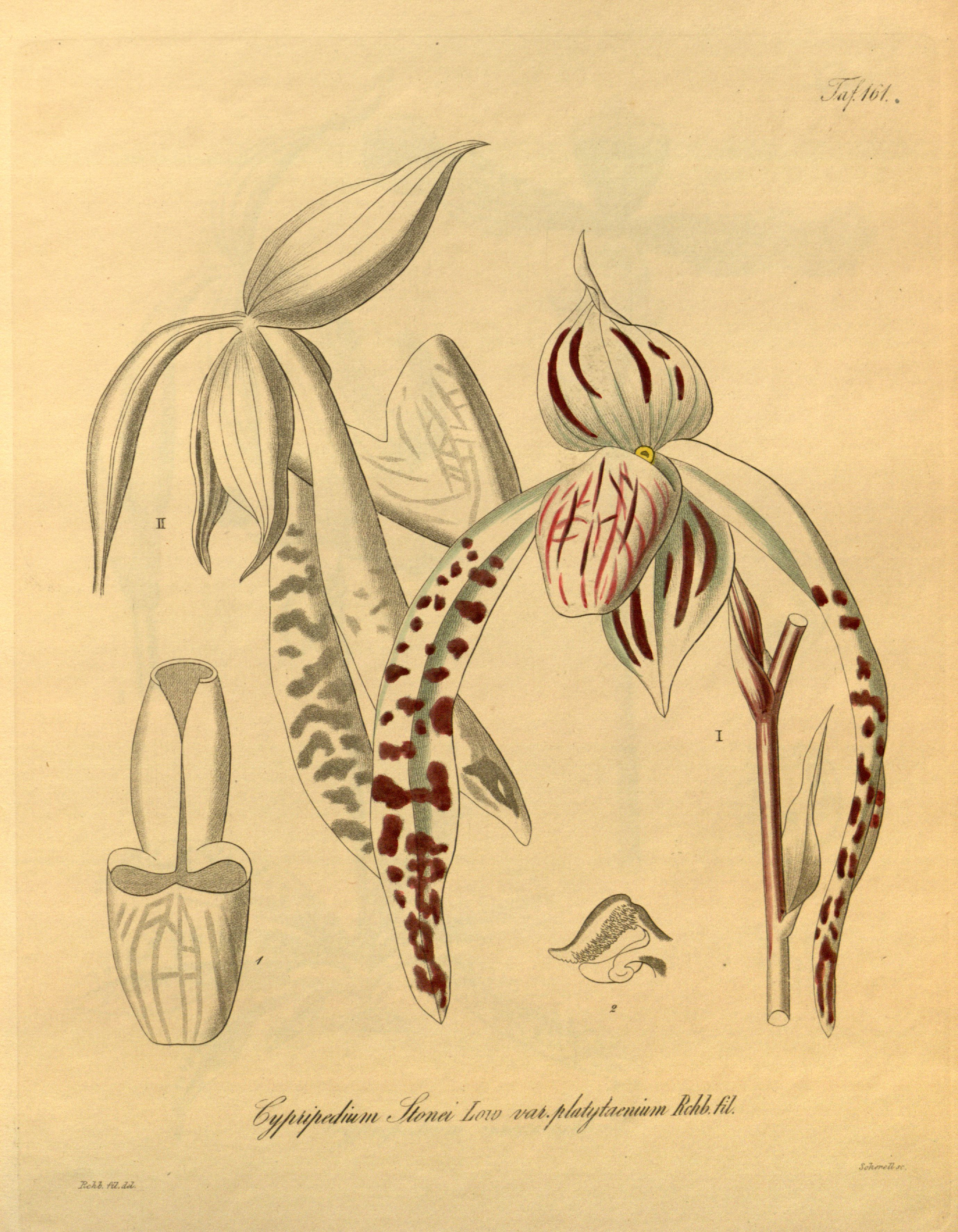